# Marco Zavattini
Marco Zavattini (Milano, 10 settembre 1934 – Roma, 13 marzo 2023) è stato uno sceneggiatore e autore televisivo italiano.

## Biografia
Figlio di Cesare Zavattini e Olga Berni, fratello minore di Arturo, dopo aver collaborato col padre come coordinatore artistico de I misteri di Roma (1963) fu sceneggiatore di un film e di diverse serie televisive. Come regista diresse due documentari a cortometraggio, L'Italia con Togliatti (1964) e Taranto oggi (1972).
Come autore firmò molti programmi per il piccolo schermo, tra cui Apriti Sabato del 1979, dove fu anche il conduttore della seconda stagione, Una valigia tutta blu con Walter Chiari e Luciano Gigante, alcune edizioni di Domenica in, tre edizioni di Fantastico e Gran Premio con Bruno Broccoli e Franco Torti, nel 1985, 1987 e 1990, Festival (1987-88), Varietà (1991), Partita doppia (1992-93), le prime due edizioni di Numero Uno (1994-96), Per tutta la vita...? nella prima edizione del 1997, Linea blu dal 1997 al 2014, Sanremo magica del 1998 con Silvan e Anna Falchi, e Porta a Porta dal 1996.
Zavattini è morto nel marzo del 2023 all'età di 88 anni.

## Filmografia

### Sceneggiatore
- Il killer, regia di Dino Bartolo Partesano (1969) – miniserie TV
- I giovedì della signora Giulia, regia di Paolo Nuzzi e Massimo Scaglione (1969) – miniserie TV
- Non commettere atti impuri, regia di Giulio Petroni (1971)
- Sarti Antonio brigadiere, regia di Pino Passalacqua (1978) – miniserie TV